# Ferdinand Schildhauer

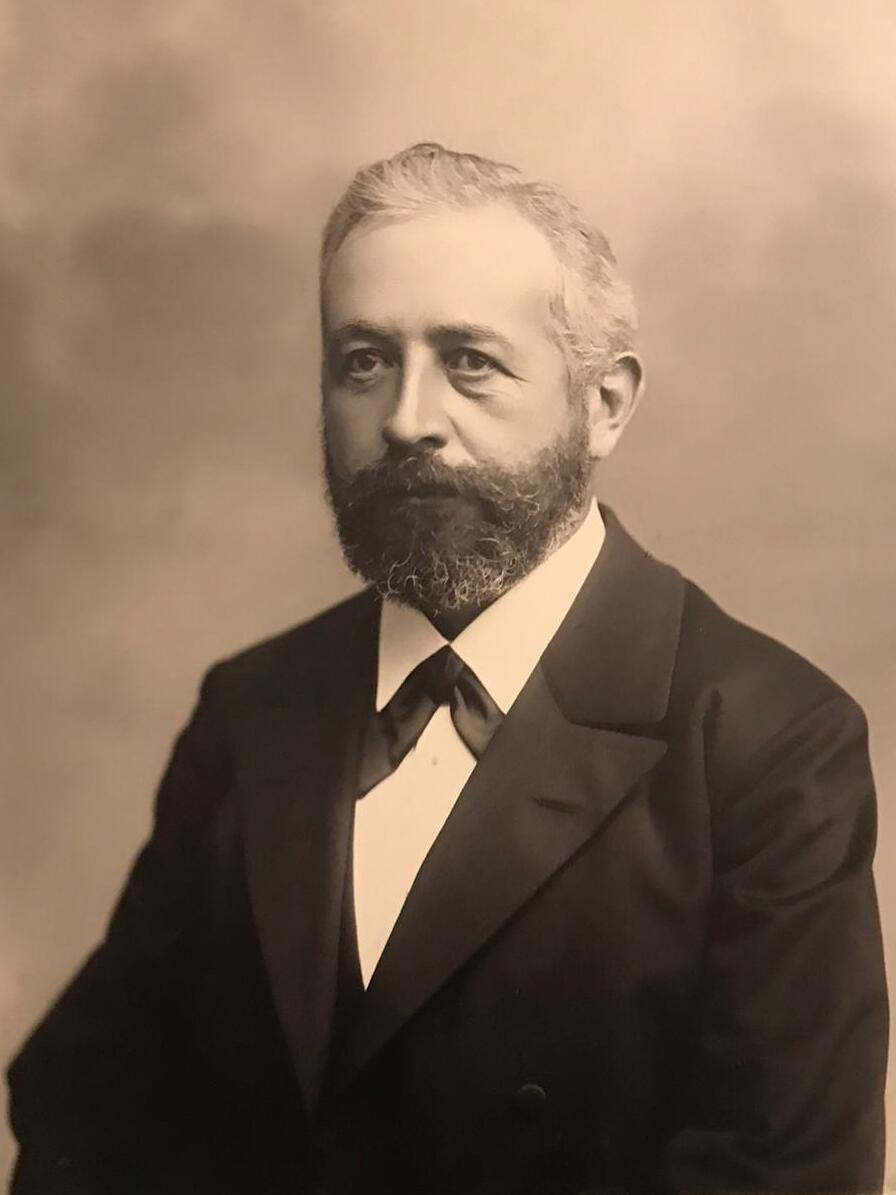
Ferdinand Schildhauer als Pensionär, ca. 1920

Ferdinand Schildhauer (* 6. Februar 1855 in München; † 1926 in Lindau) war ein deutscher Architekt des Historismus und königlich bayerischer Baubeamter.

## Leben
Ferdinand Schildhauer wurde als 3. Kind der Eheleute Balthasar Schildhauer und Anna von Hofmihlen in München geboren, wo er auch zur Schule ging.
Er war nach dem bestandenen zweiten Staatsexamen zunächst in Augsburg als Regierungs- und Kreisbauassessor tätig und wurde 1898 Bauamtmann und Leiter des Königlichen Landbauamts in Kempten. 1906 erhielt er den Titel eines Baurats. 1922 trat er mit dem Titel eines Oberregierungsbaurats in den Ruhestand. Er errichtete zahlreiche Kirchen in Schwaben.
Er war verheiratet mit Maria geb. Schuch (* 2. September 1859, † 28. April 1920); mit ihr hatte er fünf Kinder: Emma (* 1886; verh. Permann), Otto (1887–1914; unverheiratet), Hildegard (* 1888; verh. von Waitenhiller, verwitwet 1914/1915), Hermann (1891–1914/1915; verh. mit Pauline geb. Pfaudler), Hermine (* 1893; verh. mit Friedrich Gagel, verwitwet 1914/1915).

## Bauten

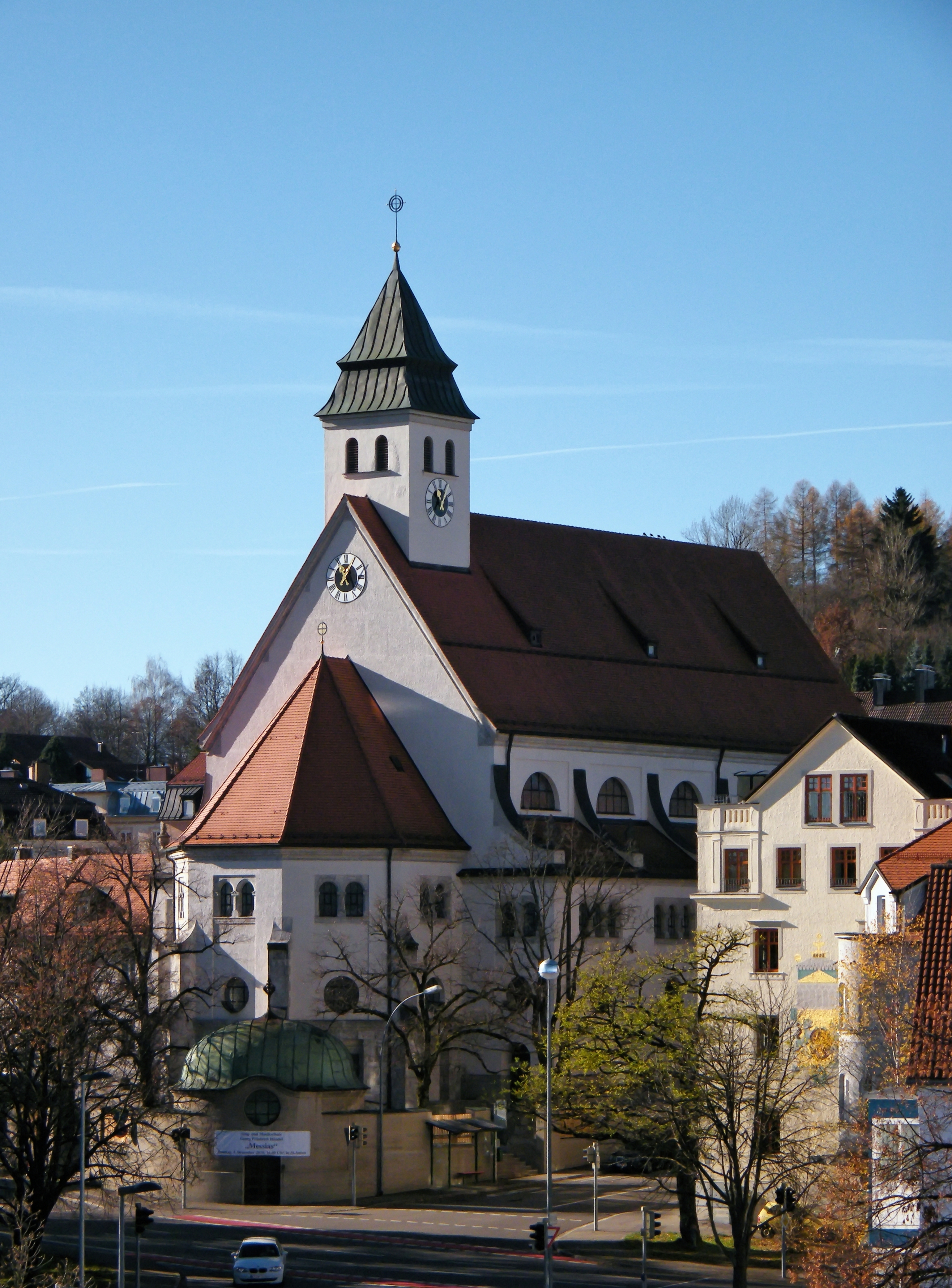
St. Anton in Kempten

- 1897/1898: evangelische Stadtpfarrkirche in Mindelheim[4]
- 1895–1896: katholische Pfarrkirche St. Gordianus und Epimachus in Winterbach
- 1898: Friedhofskapelle St. Andreas in Nesselwang
- 1898–1899: katholische Pfarrkirche Maria Rosenkranzkönigin in Schretzheim
- 1901: Kirchturm der Kirche St. Martin und Alexander in Waltenhofen[5]
- 1904–1906: St. Andreas in Nesselwang[6]
- 1908: Anbau des Kirchenschiffs und Turmaufstockung der katholischen Filialkirche St. Jodok in Senden (Bayern)
- 1909: evangelische Christuskirche in Haunstetten
- 1911–1912: St. Anton in Kempten

## Schriften
- Baugeschichte des Augsburger Domes mit besonderer Berücksichtigung der romanischen Periode. In: Zeitschrift des Historischen Vereins für Schwaben und Neuburg, 26, Jahrgang 1899, S. 1–80. (Digitalisat)
- Der Pfarrhof. Ein Bauratgeber für Pfarrfründebesitzer. Verlagsanstalt vorm. G. J. Manz, Regensburg 1922.
- Die Kemptener Malerfamilie Hermann. In: Sonntagsbeilage zur Augsburger Postzeitung, Jahrgang 1923, Nr. 14–20.
- Kroneberg, Michael. In: Hans Vollmer (Hrsg.): Allgemeines Lexikon der Bildenden Künstler von der Antike bis zur Gegenwart. Begründet von Ulrich Thieme und Felix Becker. Band 21: Knip–Krüger. E. A. Seemann, Leipzig 1927, S. 261–262 (biblos.pk.edu.pl).